# Kasteel Karreveld

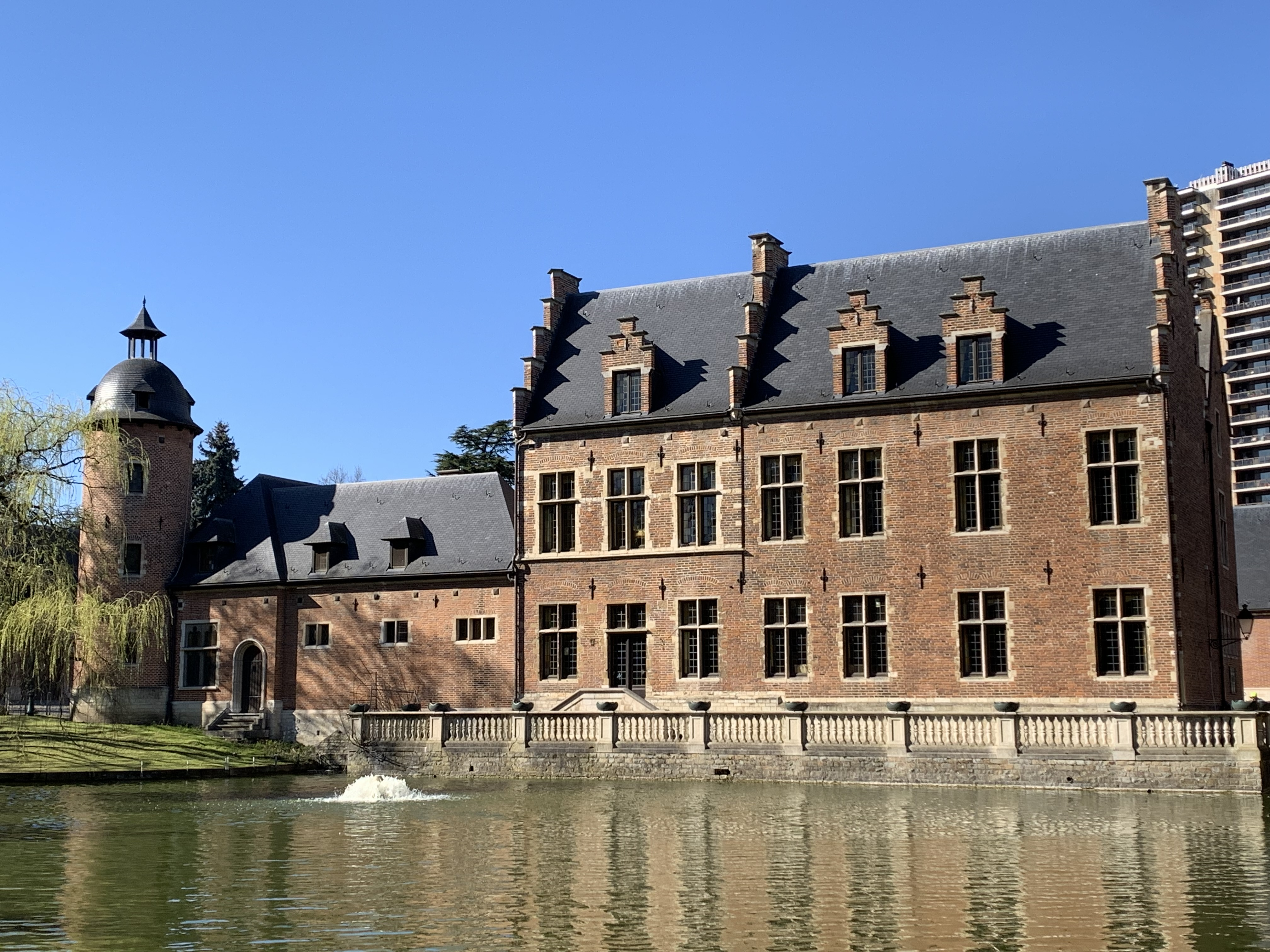
Het Karreveldkasteel aan de vijver

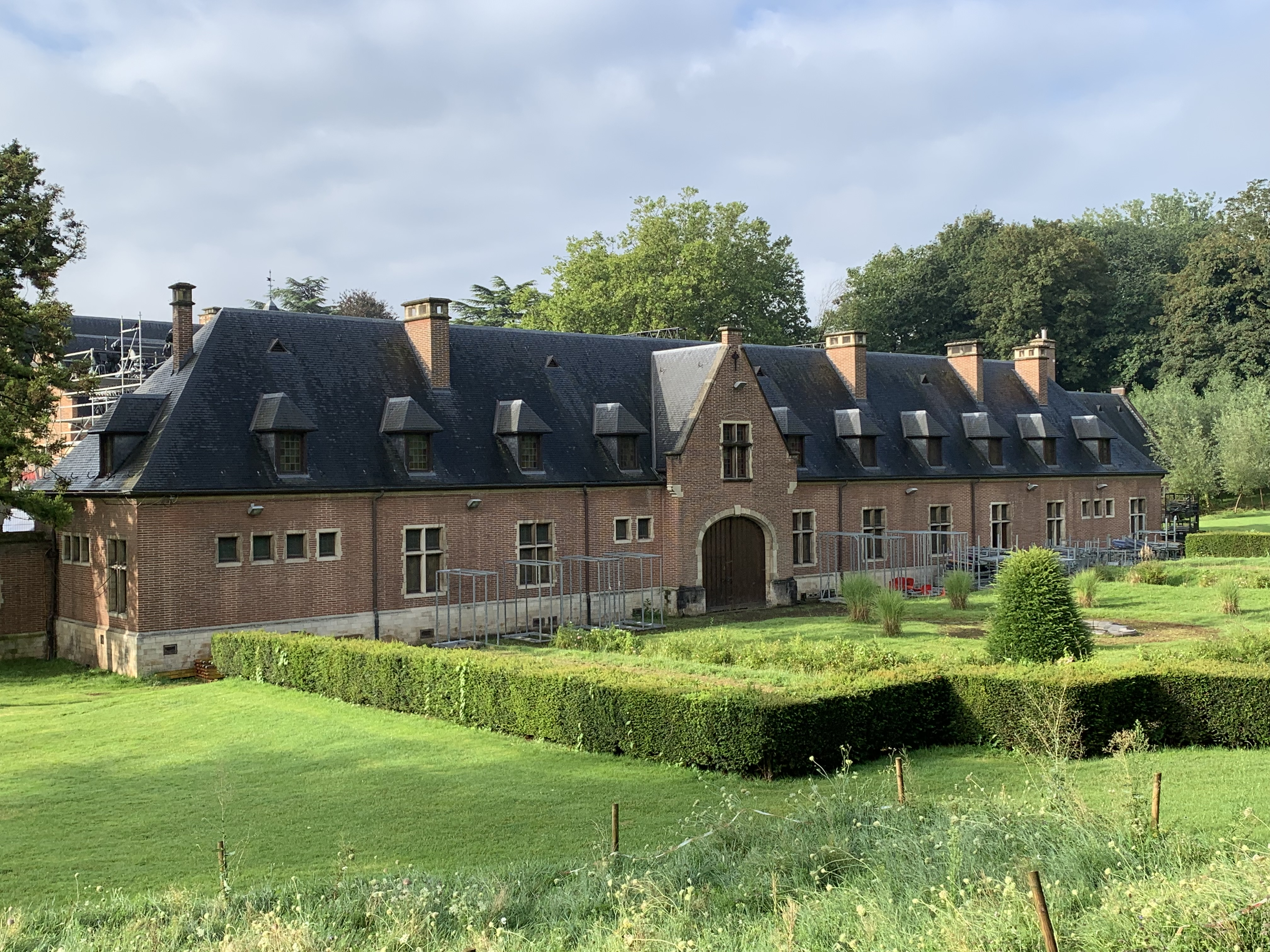
De achterkant van het kasteel

Het Kasteel Karreveld of Karreveldkasteel (Frans: Château du Karreveld) is een kasteelboerderij in Sint-Jans-Molenbeek, een gemeente in het noordwesten van het Brussels Hoofdstedelijk Gewest. Naar het voormalige domein, dat nu nog drie hectare beslaat, zijn de omliggende wijk en het park genoemd.

## Geschiedenis
De naam van het kasteel verraadt de vroegere bestemming van de site in de Maalbeekvallei: een karreveld was een plaats waar klei voor bakstenen werd gewonnen. Al in een akte van 1253 was sprake van een carnevelt op die locatie en in 1270 schonk hertog Jan I van Brabant het terrein aan zijn eerste vrouw Margaretha. Een akte van 1321 vermeldt een familie van Carlevelt. Het huidige kasteel werd opgetrokken in de 16e of 17e eeuw. In 1656 verkocht de weduwe van Jeroen Van Ghindertaelen het goed aan don Garcia Osario y Borgia. De familie de Villegas verwierf het domein in 1780. Een hertekening van de gemeentegrenzen zorgde ervoor dat het in 1812 overging van Anderlecht naar Molenbeek.
Onder Leopold II werkte Victor Besme een ringlanenplan uit waarvoor Karreveld zou moeten wijken. De eigenaars trokken er weg en lieten ruimte voor andere activiteiten, zoals het oplaten van luchtballonnen. Er kwam een houten wielerbaan waar gekoerst werd van 1908 tot 1916. De stayer Karel Verbist maakte in 1909 een dodelijke val op die piste en het volgende jaar hield men er een wereldkampioenschap. In de bijgebouwen lieten de gebroeders Pathé een filmstudio maken, Belge Cinéma Films (1912-1923), compleet met dierenpark. De Franse cineast Alfred Machin maakte er een resem pioniersfilms, zoals Saïda a enlevé Manneken-Pis (1913) en de geverfde vliegeniersprent Maudite soit la guerre (1914). Na zijn oproeping voor de Eerste Wereldoorlog keerde Machin niet meer naar Molenbeek terug, maar zijn rechterhand André Jacquemin zette de studio voort.
Toen tegen 1930 duidelijk werd dat het noordelijke gedeelte van de ring er niet zou komen, besloot de gemeente Molenbeek om het verwaarloosde domein aan te kopen. Ze betaalde 16 miljoen frank voor de 16 hectare. Het terrein werd grotendeels geürbaniseerd en de rest wenste de gemeente om te vormen tot een openbaar park rond een gerestaureerd kasteel. Met het oog hierop gaf de nieuwe burgemeester Edmond Machtens in 1939 opdracht aan gemeentearchitect Pierre De Bruyne om het vervallen gebouw te consolideren. Het project werd doorkruist door de Tweede Wereldoorlog en nadien leek de conservatie in gevaar. Uiteindelijk besloot men in 1952 om toch door te gaan en werd het Karreveldkasteel beschermd (besluit van 10 november 1955). In augustus 1958, terwijl de nabije wereldtentoonstelling in volle gang was, vond de feestelijke opening plaats.

## Beschrijving
De restauratie had, zoals gebruikelijk in die tijd, meer weg van een reconstructie. De gebouwen werden opnieuw gefundeerd en opgetrokken. De schuur aan de oostzijde van het erf is als eerste gerenoveerd. Ze kreeg een monumentale schouw uit het kasteel van Havré en een houten gebinte.
Het kasteel zelf is beter bewaard, althans de puntgevel en de façade aan de vijverkant. De bakstenen muren zijn terug tevoorschijn gebracht vanonder het witgekalkte melksalon dat het kasteel in 1930 was geworden. Het interieur evoceert de opeenvolging van stijlperioden die er oorspronkelijk kan zijn geweest. Machtens liet ook een mooie collectie schilderijen aankopen. Het kasteel wordt geflankeerd door een poortgebouw en een duiventoren met windwijzer.
De herinrichting van het park hield rekening met de geschiedenis. De slotgracht is omgevormd tot een vijver. Juist ervoor is een zandstenen ravelijn gemaakt, waarin verschillende zitbanken zijn geplaatst. Aan de achterzijde van het gebouw ligt een kleine Franse tuin.
Botanisch valt het park op door de aanwezigheid van diverse coniferen: Himalayaceder, Libanese ceder, Japanse ceders, Douglasspar, zwarte den, Weymouthden, Europese taxusboom, levensboom, Japanse lork, Brewers treurspar...

## Activiteiten
Tegenwoordig treft men in Karreveld de meest diverse activiteiten: van kerstmarkten en het theaterfestival Bruxellons! tot jazzcyclus The Blue Flamingo, trouwplechtigheden en gemeenteraadszittingen.

## Voetnoten
1. ↑  Karreveld, unieke Molenbeekse site , in: MolenbeekInfo, nr. 49, mei-juni 2015, p. 4
2. ↑  Visionair 'Molenbeeks' oorlogsdrama uit 1914 opnieuw vertoond, brusselnieuws.be, 30 oktober 2014
3. ↑  Gevelopschrift: Café-restaurant du château du Karreveld - Grande Laiterie du Vélodrome - Propriétaire: F. Klingels
4. ↑  Gemeenteraad wil na 60 jaar terug naar Laag-Molenbeek, bruzz.be, 23 maart 2017